# Engystomops petersi
La rana enana de Peters (Engystomops petersi) es una especie de anfibio anuro de la familia Leptodactylidae.
Se encuentra en la zona amazónica de Colombia y de Ecuador, y en el noreste de Perú; los avistamientos en la Guayanas son inciertos. 